# Corpus Papyrorum Judaicarum
Corpus Papyrorum Judaicarum (CPJ, «Корпус иудейских папирусов») — трёхтомный сборник египетских папирусов, имеющих отношение к евреям. Опубликован с 1957 по 1964 годы. Крупнейшая работа израильского папиролога Виктора Чериковера (1894—1958).

## Содержание
В основном состоит из папирусов на греческом языке, но включает примеры папирусов на иврите и арамейском языке. Документы приведены с переводами на английский язык и комментариями. Материал внутри каждого тома расположен по тематическим разделам.
- Первый том, вышедший в 1957 году ещё при жизни Чериковера, посвящен птолемеевскому периоду в Египте и является совместной работой с Александром Фуксом[англ.] (1917—1978).
- Второй том вышел уже после смерти автора в 1960 году. Он посвящён римскому периоду. Введения к некоторым разделам второго тома написаны Менахемом Штерном.
- Третий том вышел в 1964 году и посвящён ранневизантийскому периоду. В этом томе многие введения к разделам и весь справочный материал тома составлены Штерном, Фуксом и учениками Чериковера.

По мнению историка Александра Грушевого, особую научную ценность имеет статья Чериковера по истории евреев в Египте с VI в. до н. э. вплоть до арабского завоевания, опубликованная в первом томе.

## Издания
- Corpus Papyrorum Judaicarum (англ.). — Magnes Press, Hebrew University, 1957. — Vol. 1. — 294 p. — ISBN 9783110674507.
- Corpus Papyrorum Judaicarum (англ.). — Magnes Press, Hebrew University, 1960. — Vol. 2. — 283 p. — ISBN 9780674173507.
- Corpus Papyrorum Judaicarum (англ.). — Harvard University Press, 1964. — Vol. 3. — 231 p. — ISBN 978-0674173538.